# Kabuntalan
Kabuntalan (Tumbao) ist eine philippinische Stadtgemeinde in der Provinz Maguindanao del Norte. Sie hat 17.276 Einwohner (Zensus 1. August 2015).

## Baranggays
Kabuntalan ist politisch in 17 Baranggays unterteilt.
| - Bagumbayan - Dadtumog (Dadtumeg) - Gambar - Ganta - Katidtuan - Langeban - Liong - Maitong - Matilak | - Pagalungan - Payan - Pened - Pedtad - Poblacion - Upper Taviran - Buterin - Lower Taviran |